# 新潟県道118号米山停車場線

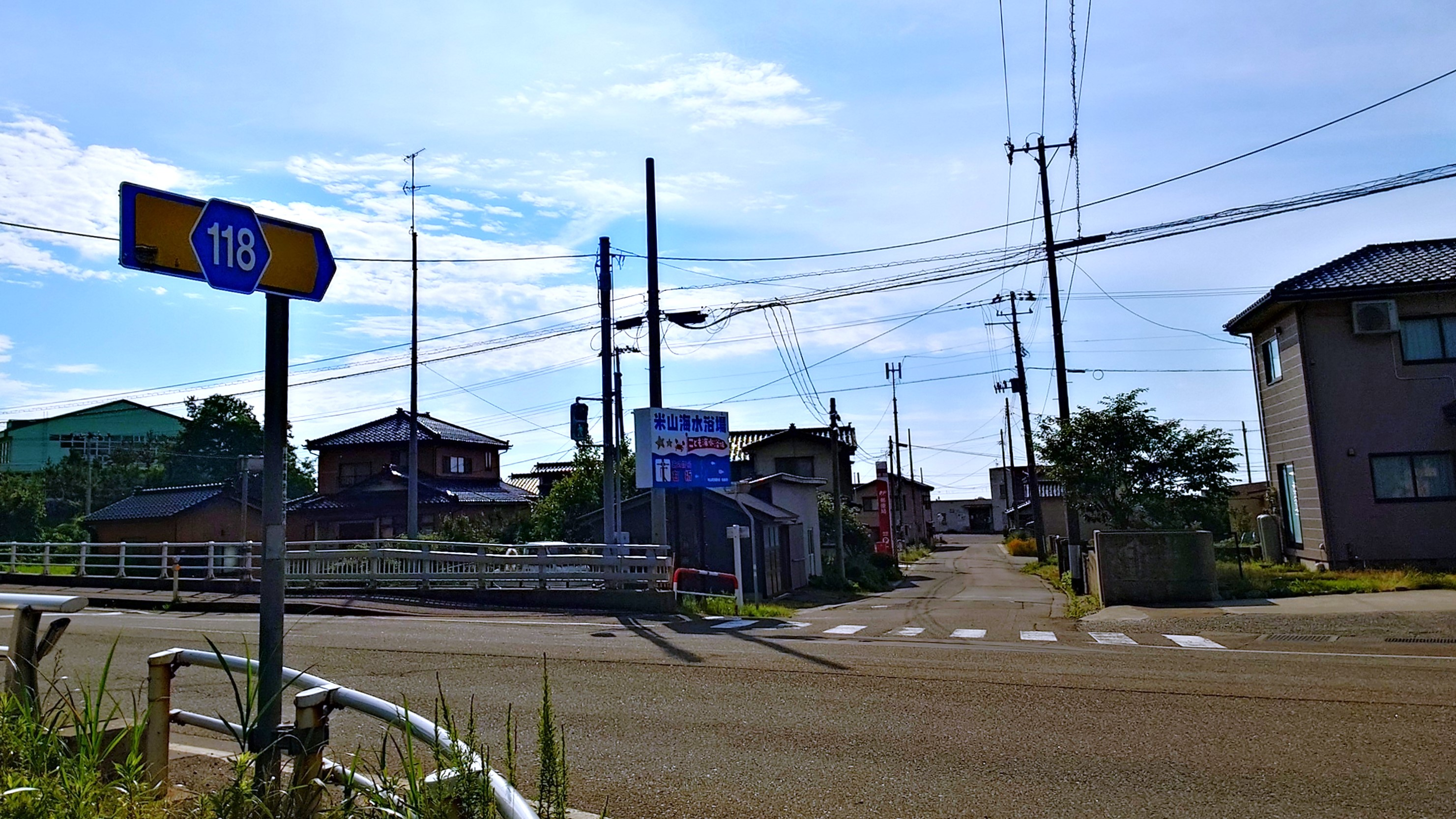
新潟県道118号米山停車場線の全景

新潟県道118号米山停車場線（にいがたけんどう118ごう よねやまていしゃじょうせん）は、新潟県柏崎市内を通る一般県道である。

## 概要
米山駅と国道8号線米山交差点とを結ぶ全長117.5mの路線。中間に蜂崎郵便局と米山保育園があり、住宅地を一直線に通る経路を取る。

### 路線データ
- 起点：米山停車場（新潟県柏崎市米山町字岩崎３０２－１）
- 終点：新潟県柏崎市米山町字岩崎１３２５－１（国道8号交差点）

### 歴史
- 1958年(昭和33年)3月28日 - 県道鉢崎停車場線として認定[2]。
- 1961年（昭和36年）3月20日 - 起点の鉢崎駅が駅名を米山駅に改称。

## 地理

### 通過する自治体
- 新潟県柏崎市

### 接続する道路
- （起点：柏崎市米山町字岩崎、米山駅前）
- 国道8号（北陸道）（終点：米山交差点）

### 周辺
- JR信越本線 米山駅
- 柏崎市立米山小学校
- 米山保育園
- 鉢崎郵便局
- 米山海水浴場
- 福浦八景
  - 聖が鼻
  - 米山埼灯台